# بروس هندرسون
بروس هندرسون (انگلیسی: Bruce Henderson; ۳۰ آوریل ۱۹۱۵ – ۲۰ ژوئیهٔ ۱۹۹۲) سیاست‌مدار، کارآفرین و سرمایه‌دار اهل ایالات متحده آمریکا بود. وی بنیانگذار گروه مشاوره بوستون می‌باشد.